# Гурчина (Всховський повіт)
Гурчина (пол. Górczyna) — село в Польщі, у гміні Шліхтингова Всховського повіту Любуського воєводства.
Населення — 524 особи (2011).
У 1975-1998 роках село належало до Лешненського воєводства.

## Демографія
Демографічна структура станом на 31 березня 2011 року:
|          | Загалом | Допрацездатний вік | Працездатний вік | Постпрацездатний вік |
| -------- | ------- | ------------------ | ---------------- | -------------------- |
| Чоловіки | 256     | 60                 | 181              | 15                   |
| Жінки    | 268     | 58                 | 158              | 52                   |
| Разом    | 524     | 118                | 339              | 67                   |